# Mike Havenaar
Mike Havenaar (født 20. maj 1987) er en japansk fodboldspiller.

## Japans fodboldlandshold
| Japans landshold | Japans landshold | Japans landshold |
| År               | Kmp              | Mål              |
| ---------------- | ---------------- | ---------------- |
| 2011             | 5                | 2                |
| 2012             | 4                | 1                |
| 2013             | 8                | 1                |
| Total            | 17               | 4                |